# Jaime Garzón Forero
Jaime Hernando Garzón Forero, més conegut com a Jaime Garzón (Bogotà, 24 d'octubre de 1960 - Bogotà, 13 d'agost del 1999) va ser un advocat, pedagog, humorista, actor, filòsof, locutor, periodista i mediador de pau colombià. Va exercir com a Alcalde Menor de Sumapaz, localitat No.20 del Districte Capital de Bogotà durant l'administració de l'Alcalde Major Andrés Pastrana Arango (1988 - 1990), i va fer treball social per encàrrec del Govern Nacional durant l'administració de César Gaviria Trujillo (1990 - 1994).
El seu ingrés en els mitjans de difusió nacional ho faran un personatge reconegut i el pioner de l'humor polític en la televisió colombiana. Va tenir un paper important en els processos de pau de la dècada dels 90 a Colòmbia i en l'alliberament de segrestats en poder de les FARC-EP.
El 13 d'agost de 1999 va ser assassinat a Bogotà per dos sicaris prop dels estudis de l'emissora Radionet on treballava. En diferents ocasions, Garzón havia expressat que era víctima d'amenaces de mort. Durant el procés judicial, la defensa va argumentar que va haver-hi desviacions a la recerca per part del Departament Administratiu de Seguretat (D.A.S., organisme de seguretat de l'estat), de connivència amb reconeguts polítics i membres de les Forces Militars. La mort de Jaime Garzón és un altre cas de crim d'Estat a Colòmbia que segueix sense resoldre's.
La resolució d'acusació de la Fiscalia General de la Nació, la sol·licitud d'expedició d'una circular vermella i l'ordre de captura en contra del pròfug ex integrant de l'Exèrcit, coronel en retir Jorge Eliécer Places Acevedo, constitueixen un avanç important en matèria de justícia en el crim de Jaime Garzón. No obstant això, la negativa de l'ens investigador de declarar aquest crim com a delicte de lesa humanitat és un obstacle per a la cerca de la justícia i la veritat.
Per aquesta raó, familiars del periodista Jaime Garzón, conjuntament amb la Fundació per a la Llibertat de Premsa -FLIP-, la Comissió Colombiana de Juristes -CCJ- i el Col·lectiu d'Advocats "José Alvear Restrepo" -CAJAR-, van convocar a la presentació del balanç, a 15 anys del seu magnicidi, quant als progressos i dificultats en l'enjudiciament dels principals determinadores. Les víctimes i els seus representants legals insisteixen que el crim de Jaime Garzón sigui reconegut com de Lesa Humanitat.
Per l'homicidi de Jaime Garzón, fins al moment, només ha estat condemnat el comandant paramilitar Carlos Castaño l'any 2004, després de la seva mort, mentre que el exsubdirector del DAS, José Miguel Narváez, va ser vinculat a la recerca en 2011. Al juliol d'aquest mateix any, la família Garzón Forero va presentar una demanda contra l'Estat colombià davant la Comissió Interamericana de Drets Humans (CIDH), per la participació de funcionaris públics en l'homicidi i per la incapacitat de la justícia nacional per perseguir i sancionar a tots els responsables en un període raonable. Avui, segueix sent un deute de la justícia amb la família de Jaime Garzón i el país, establir completament la cadena de comandament que va operar darrere d'aquest crim.
Intervinents:
- Pedro Vaca, director executiu de la FLIP
- Marisol Garzón, germana de Jaime Garzón
- Alfredo Garzón, germà de Jaime Garzón
- Sebastián Escobar, advocat de litigi i protecció jurídica de la CCJ *Luis Guillermo Pérez Casas, President del CAJAR.[4]

## Biografia
Jaime va ser el tercer de quatre fills d'Ana Daisy Forero Portella i Félix María Garzón Cubillos: Jorge, Alfredo qui és caricaturista de El Espectador, Jaime i Marisol Garzón Forero, pedagoga, comunicadora i escriptora qui va publicar els llibres "Jaime Garzón: el meu germà de l'ànima' i Jaime Garzón: Lea pa que hablemos N°1. Van viure en un barri cèntric de Bogotà, Sant Diego, al carrer 29 amb carrera 5.ª. Félix María Garzón Cubillos va morir el 23 de setembre de 1968 quan Jaime tenia 7 anys.

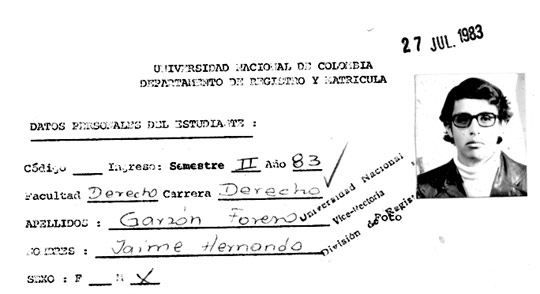
Carnet de Jaime Garzón com a estudiant de Dret a la Universitat Nacional de Colòmbia

Jaime Garzón va estudiar dret a la Universitat Nacional de Colòmbia i ciències polítiques en la Pontifica Universitat Javeriana, però compromès primer amb activisme polític i després amb la televisió, no li van permetre acabar la carrera i va rebre el títol pòstum el 1999.
L'any 2014, Alfredo Garzón Forero, escriu el següent text a propòsit dels 15 anys de l'assassinat del seu germà: 
Jaime: 
Viu intensament, amb alegria i un gran esperit crític. Viu la seva vida com un compromís amb la societat, en la lluita per la veritat i contra la injustícia, contra l'inacceptable, i tot això ho fa de forma positiva, amb un lliurament total que inspira i mobilitza a la gent. És un nen alegre, graciós, curiós, entremaliat i brillant. Creix en una família on el servei als altres, les idees liberals, opinar i estar informat, i la conversa sobre idees fan part de la vida quotidiana. És un estudiant amb carisma, divertit i molt intel·ligent que qüestiona als seus mestres i als seus companys. Es fa mestre d'escola en la Normal de la Pau i això marca la seva vida: entra en contacte amb els nens de les escoles públiques de Bogotà, amb el poder de l'educació i amb el món de la pobresa i la injustícia, i sent la necessitat de contribuir a un canvi profund en l'organització de la societat. També coneix companys mestres que tenen els mateixos ideals. Té interès en les ciències i estudia física a la Universitat Pedagògica i mecànica s'aviació en Barranquilla, per finalment decidir-se pel Dret a la Universitat Nacional. En la seva cerca per la participació en política i el servei públic fa part de la campanya d'Andrés Pastrana per l'Alcaldia de Bogotà i és nomenat i exerceix com a Alcalde de Sumapaz. Gràcies al seu extraordinari talent com a imitador i a la intel·ligència del seu humor és convidat a participar en el projecte de Paula Arenas en la TV. Fa Zoociedad i després Quak “el noticero” i es converteix en l'inoblidable creador de més de 22 personatges, dels veritables personatges de la nostra història contemporània. En els seus personatges expressa la veu dels quals no tenen veu, dels exclosos. Jaime reivindica l'existència de la majoria de la gent, la parla de la Colòmbia de la gent, de la gent del comú que és la fa i viu aquest país. Fa de l'humor la més poderosa eina pedagògica per difondre els seus ideals. Jaime creu que l'humor és el més seriós de la comunicació humana. Denúncia en la televisió nacional la mentida social, econòmica i política del nostre país i la desemmascara en el seu treball com a periodista d'opinió i a través dels seus personatges. Despulla la desigualtat, la injustícia i la corrupció que se'ns presenten en aquesta mateixa televisió abillades com a virtuts i valors. Para Jaime aquesta desigualtat, injustícia i corrupció són les que ens han conduït a la pobresa material, a la indigència espiritual i a la incultura de la mort violenta com a instruments de gestió pública i de relació privada. Assenyala amb el seu llenguatge dramàtic la falsedat d'una política que no és un servei públic, sinó un atropellament dels drets humans de més de 40 milions de persones. I el seu assassinat és la prova que tenia la raó i que deia la veritat. Ens ensenya que hem de mirar els problemes del país amb molt humor per evitar que Colòmbia acabi de descarrilar-se. Ens ensenya que no podem prendre de debò institucions i dirigents que no ens prenen de debò a nosaltres i, pel mateix, tampoc es prenen de debò a ells mateixos. Ens ensenya que la veritat brolla de la boca del poble i si Jaime no l'hagués portat a la televisió nacional, aquesta veritat mai hagués sortit a la superfície, o hi hagués sobreaguado mutilada, i desfigurada. Participa, al govern de Gaviria, del procés de reforma constitucional de 1991 i ajuda a difondre la nova constitució en llengües indígenes, en braile, en leguaje senzill per als estudiants i en moltes altres formes. Ajuda, per petició del llavors ambaixador dels Estats Units Miles Frechete, com a gestor humanitari per aconseguir l'alliberament de cinc nord-americans, observadors d'ocells, segrestats per les FARC en la via que comunica a Bogotà amb Villavicencio. Aquest fet fa que moltes famílies de persones segrestades li demanessin ajuda a Jaime, que va iniciar aquesta labor sota un contracte amb la governació de Cundinamarca i sota la supervisió de l'oficina anti-segrest de la presidència de República. La intel·ligència de l'exèrcit inicia una campanya de desprestigi i intenta judicializarlo amb testimonis falsos que es neguen a declarar contra Jaime. Des de llavors, són moltes les campanyes de desprestigi que s'han muntat, a través de mitjans de comunicació, amb la intenció de justificar el crim davant la societat colombiana. Entre elles, la que s'enriquia amb els segrestos, acusació que va anar exhaustivament investigada i on no es troba absolutament cap indici que la validés. En el seu compromís per la pau, és nomenat pel govern com a part de la Comissió per facilitar el diàleg amb l'ELN. No obstant això, han passat 15 anys i per a nosaltres, com a familiars de Jaime, han estat la denegació per part de l'estat de la veritat i la justícia. Hi ha hagut una negligència absoluta que voreja la complicitat per part de la justícia a avançar amb certesa i amb efectivitat en la recerca.

## Alcalde menor de Sumapaz
Es va unir a la campanya d'Andrés Pastrana Arango a l'Alcaldia Major de Bogotà i va presenciar el moment en el qual el Càrtel de Medellín segrestava a Pastrana el 18 de gener de 1988 en Antioquia per pressionar al govern sobre l'extradició de Pablo Escobar. Garzón li va dir als segrestadors: "Portin-me també a mi no veuen que jo sóc el cap de gires?". Pastrana va ser alliberat una setmana després i guanyades les eleccions ho va nomenar alcalde menor de Sumapaz. A pesar que aquesta localitat es troba en el Districte Capital de Bogotà, és una àrea rural bastant subdesenvolupada a la qual Garzón va tractar de promoure en un estil molt original.
A un telegrama en el qual se li demanava notificar les cases de lenocinio autoritzades a la zona, Garzón va respondre: "Després d'una inspecció visual, informo que aquí les úniques putes són les FARC" Aquesta resposta va ser entesa com que l'alcalde menor havia creat un bordell a la regió, la qual cosa, juntament amb altres excentricitats que no van ser ben vistes per l'administració central, conduís al fet que el secretari de govern, Volmar Pérez Ortiz, signés la seva destitució el 1989.
Garzón va demandar per això a l'administració de Pastrana, una querella que va decidir al seu favor el 1997. Alguns anys més tard, just el dia que ho van assassinar, es realitzaria un acte de desgreuge on Garzón es possessionaria simbòlicament i rebria una indemnització per l'incident, ja que es va comprovar que la informació sobre el prostíbul era falsa. Durant l'any que Garzón va ser alcalde de la localitat de Sumapaz va construir un centre de salut, va millorar l'escola i va pavimentar l'únic carrer del poble.

Entre 1990 i 1994 va treballar a la «Casa de Nariño» durant la presidència de César Gaviria, com a coordinador de les traduccions de la nova Constitució de 1991 a les llengües indígenes i de manera no oficial com a assessor de comunicacions de la presidència. El mateix president Gaviria dona testimoniatge d'aquesta experiència:
| « | (...) Em va tocar també, en particular en la Presidència, conèixer a Garzón compromès en la solució dels problemes de Colòmbia: el seu compromís diari amb el PNR, amb la Constitució de 1991, amb la traducció de la Constitució a les llengües indígenes. Van ser aquestes les facetes d'un home excepcional i irreemplaçable. | » |

### En els medis
Gràcies a l'amistat d'Alfredo Garzón, el seu germà, amb Eduardo Arias, Jaime va entrar a la televisió i va començar amb Zoociedad.

#### Zoociedad Tv
Mentre treballava a la Casa de Nariño, comença la seva incursió definitiva en els medis que ho farien popular. El seu primer programa va ser Zoociedad (1990 - 1993), produït per Cinevisión (Canal Dos). El 1992 el programa va passar al Canal Uno (llavors cridat Cadena 1) de Inravisión. S'emetia en l'horari de les 21:00. Es tractava d'una paròdia social i política del país com la situació de seguretat del país i la narcoguerra viscuda en aquella època a Colòmbia quan el Cartell de Medellín va sembrar el terror a les ciutats de Colòmbia i les reformes constitucionals de 1991. Aviat va adquirir alts nivells de sintonia. El personatge central era Émerson de Francisco, un presentador de notícies molt original al costat d'Elvia Lucía Dávila -va estar al programa entre 1991 i 1993-.

#### Quac! El noticiero
Entre 1995 i 1997 va treballar en la realització de Quac! El noticero de R.T.I. Colòmbia amb l'actor Diego León Clots. Aquest últim feia el paper de María Lleona Santodomingo. Amb Garzón van debutar personatges com Néstor Elí, el vigilant d'un edifici anomenat "Colòmbia" que era el símil de la realitat nacional i els seus actors polítics; Inti de la Hoz, una noia frívola i moderna; un estudiant d'esquerra anomenat 'compañero' John Lenin; el 'reporter' William Garra, inspirat en el periodista William Parra, cèlebre reporter dels anys 80 i l'advocat i polític ultraconservador Godofredo Cínico Caspa. En aquest programa feia sàtires i burles a la crisi política del llavors president Ernesto Samper Pizano i el procés 8000. A més feien denúncies sobre l'expansió paramilitar a Colòmbia i la situació d'ordre públic en Uraba.

#### Lechuza y CM&
Després que El noticiero Quac! va ser tancat el 1997, Garzón es va unir al programa «Lechuza» del Canal Caracol, Radionet i el noticiero CM&, amb el seu últim i més popular personatge, Heriberto de la Calle, un «lustrabotas» que entrevistava a diversos personatges cèlebres i que va representar fins a la seva mort el 1999. El 13 d'agost d'aquest any es dirigia als estudis de Radionet a treballar, quan va ser assassinat.

#### Programes i personatges
| Any         | Programa | Personatges                | Canal |
| ----------- | --- | -------------------------- | ----- |
| 1990 - 1993 | Louis Rodríguez, al costat de Pili Moreno (Elvia Lucía Dávila), Émerson de Francisco (Presentador de les 'Zooticias')                                                    | Canal Dos, Cadena Uno      |       |
| 1995-1997   | Amb Diego León Hoyos com María Leona Santodomingo: Néstor Elí, Inti de la Hoz, 'company' John Lenin, 'repostero' William Garra, Godofredo Cínico Caspa, Dioselina Tibaná | R.T.I.; Canal A, Canal Uno |       |
| 1997        | Heriberto de la Calle | Caracol Radio              |       |

## Gestor de pau
En el dia festiu del 23 de març de 1998, un grup de 200 guerrillers de les FARC dels fronts 52, 53, 54, van segrestar 32 persones que tornaven del Departament del Meta cap a Bogotà, entre els quals es trobaven cinc estrangers.
El 27 de març una comissió autoritzada pel «Zar antisecuestros», José Alfredo Escobar i liderada per Jaime Garzón, va permetre l'alliberament de nou.

El 6 de maig de 1998 el General Jorge Enrique Mora Rangel, comandant de l'Exèrcit de Colòmbia, demana davant l'opinió pública i al Zar antisecuestros investigar la participació de Jaime Garzón en l'alliberament dels segrestats. El 4 de juny el Zar antisecuestros, José Alfredo Escobar, va destacar la labor del periodista com a acció humanitària. Garzón va intentar posar-se en contacte amb el general, però aquest no va voler rebre-ho. Finalment, el periodista li va enviar un telegrama:
| « | General, no cerqui enemics entre els colombians que arrisquem la vida diàriament per construir una pàtria digna, gran i en pau, com la que vull jo i per la que lluita vostè. | » |

Temps més tard el general Mora va reconèixer públicament la labor humanitària de Garzon al mateix temps que el periodista va llançar una acusació a membres de la Tretzena Brigada de l'exèrcit d'estar involucrats en segrestos a Bogotà i de vendre segrestats a la mateixa guerrilla. Aquesta informació va ser annexada al procés contra militars actius en aquest temps pel segrest i assassinat de l'empresari israeli Benjamin Khoudari ocorreguda el gener de 1999 mesos abans del fet tràgic.
El maig de 1999, Garzón va comentar en un coctel davant de diverses personalitats, entre elles l'ambaixador dels Estats Units, que el General Mora l'estava acusant de ser un col·laborador de les FARC. El 25 de maig la Senadora Piedad Còrdoba va ser segrestada i acusada pels paramilitars al comandament de Carlos Castaño Gil de ser col·laboradora de la guerrilla. Castaño esmenta també a Jaime Garzón, acusant-ho de ser intermediari i lucrarse dels diners de les extorsions dels segrestos organitzats per la guerrilla. Una vegada alliberada, Còrdoba li comunicaria el fet i el risc al periodista.
La participació en processos d'alliberament de segrestats per la guerrilla i les intencions de crear diàlegs de pau, va portar amb si una sèrie d'amenaces, les quals no van intimidar al periodista i de les quals en canvi sí que parlava obertament. Però l'amenaça més seriosa va venir del màxim dirigent de les Autodefenses Unides de Colòmbia, el cap paramilitar Carlos Castaño Gil.

## Assassinat

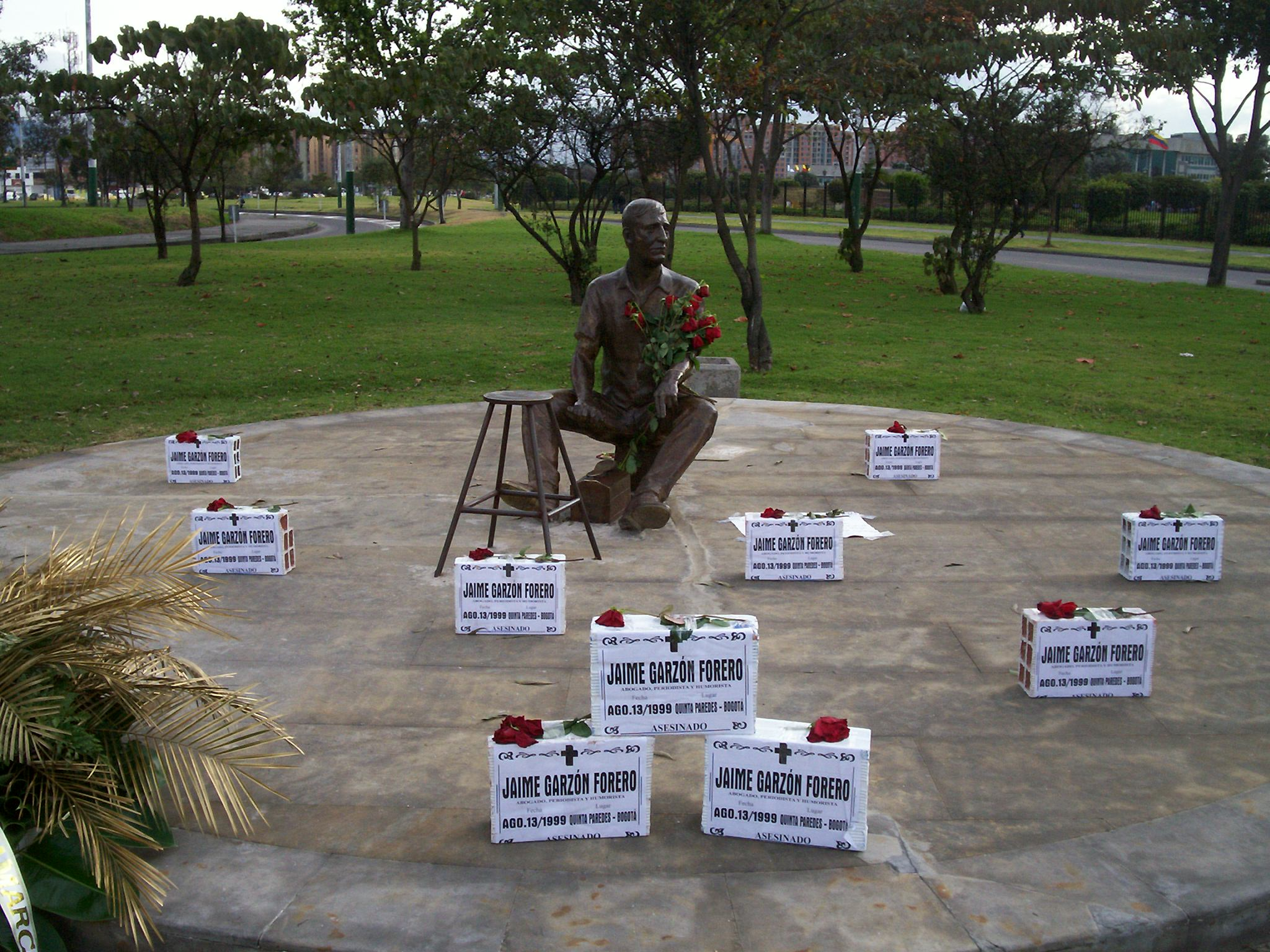
Monument al periodista Jaime Garzón Forero a Bogotà en el seu personatge "Heriberto de la Calle".

El cap de setmana del 7 i 8 d'agost de 1999, el periodista Jaime Garzón va estar en el municipi de Mariquita. En aquesta setmana tenia la intenció de fer contacte amb Carlos Castaño a Antioquia.
El dimarts 10 d'agost va visitar a Ángel Gaitán Mahecha, un altre cap paramilitar i a Jhon Jairo Velásquez Vásquez, àlies "Popeye", cap de sicaris de l'extint Cartell de Medellín a la Presó Modelo de Bogotà. tots dos li van poder concertar una cita amb Castaño que hauria de realitzar-se el 14 d'agost a Córdoba. El dimecres 11 d'agost Garzón li va confessar a una maquilladora: "Em mataran, fins demà tinc termini de vida".
A les 5:45 del matí del divendres 13 d'agost, quan el periodista Jaime Garzón es dirigia als estudis de Radionet a Bogotà en un Jeep Cherokee gris, i després de girar cap al sud provenint del carrer 26, a l'altura del Barri Quinta Paredes al carrer 22F amb carrera 42B, enfront de Corferias i a pocs metres de l'estació de radio, es va aturar al semàfor a l'espera que canviés de llum vermella a verd. Llavors va ser interceptat per dos individus que anaven en una motocicleta blanca d'alt cilindre amb les plaques ocultes i després de cridar-ho pel seu nom, li van disparar sis vegades al periodista. Quatre dels trets van fer blanc en el seu cap i dos més prop del coll afectant diverses venes principals del seu organisme, provocant que el periodista per instint accelerés el seu Jeep estavellant-ho directament contra un pal d'enllumenat elèctric quedant allí en el lloc i morint en l'escena producte de les seves ferides. Yamid Amat, amic personal del periodista que passava pel lloc, va presenciar l'escena i immediatament va donar a conèixer la notícia. Garzón tenia 38 anys.
El crim va tenir una ràpida difusió al país, després que els seus propis col·legues de Radionet anessin els primers a donar la notícia a Colòmbia. Centenars de persones van sortir als carrers per acomiadar-ho; el caos vehicular es va aguditzar quan un pont per als vianants situat a l'altura del Carrer 122 amb l'Autopista Nord va col·lapsar cap a les 4 de la tarda, a causa del pes i moviments alternats de 50 persones que esperaven erròniament el pas fúnebre des d'allí. Va haver-hi tres morts i 30 ferits.

En la nit del divendres 13 d'agost de 1999, dia del seu assassinat, el seu col·lega César Augusto Londoño, presentador de la secció d'esports del noticiero CM& en el qual Heriberto de la Calle, un dels personatges del periodista tenia la seva secció d'entrevistes, es va acomiadar amb amarg tenor del seu amic en acabar la seva secció i dir:
| « | ...i fins aquí els esports... País de merda! | » |

El 5 de febrer de 2021 la cort va confirmar la condemna de 26 anys contra l'ex-sotsdirector del DAS (Departament Administratiu de Seguretat) José Miguel Narváez per l'assassinat de Jaime Garzón després de més 21 anys del crim.

## Procés de recerca
Segons el jutge Julio Roberto Ballén Silva, les AUC haurien reaccionat contra la seva participació en les negociacions per a l'alliberament de segrestats, realitzant gestions entre la guerrilla i els familiars dels captius. Aparentment Castaño havia intentat contactar-ho per programar una reunió l'endemà del seu assassinat, per la qual cosa s'especula que la reunió era un parany. Des del seu assassinat, nombrosos mitjans de comunicació colombians han publicat articles que qüestionen el procés de recerca de la seva mort, ja que no hi ha cap detingut i l'únic acusat i condemnat va ser el ja mort Carlos Castaño Gil.

### Castaño és acusat de ser autor intel·lectual
El 13 d'agost de 1999, el mateix dia de l'assassinat del periodista Jaime Garzón, les autoritats van reaccionar per garantir la captura dels dos sicaris que van participar en el magnicidi.
Quatre persones van participar en les primeres recerques com a testimonis claus de l'assassinat: María Amparo Arroyave Mantilla, Wilson Llano Caballero àlies El Profe, Maribel Pérez Jiménez i Wilson Raúl Ramírez Muñoz.

A pesar que era de matinada (5:45 del matí) i María Amparo Arroyave es trobava en un quart pis, a més de 100 metres de distància del lloc del crim i que, segons altres testimonis els subjectes tenien cascos, aquesta va descriure així a un dels homes en el tribunal:
| « | Vaig veure com una distància aproximada d'uns dotze metres a dos joves en una moto 250 per la mida, perquè una mica de motos conec, que com a característica en tenia que el parafang davanter era blanc i la part del darrere vermella, el tanc no el vaig veure. Mai no li vaig veure plaques a la moto, no sé si les tindria. El noi que anava conduint la moto tenia un casc gran, no sé si negre o blau fosc, jaqueta fosca com un impermeable gran fosca també. El «parrillero» sí el tinc al meu cap fotografiat, anava amb un passamuntanyes negre, no portava casc, portava el passamuntanyes recollit el que dona a la cara endarrere, el que em va permetre veure-l perfectament la cara, portava un bus negre, uns vaquers clars destenyits, botes grosses, de color negres, el «parrillero» portava una arma a la mà de dreta, una arma de color negra més o menys de mida gran, l'home després dels trets va mirar com tres vegades cap endarrere, com pujant cap a la fira exposició i agafant al barri La Gran Amèrica, és a dir cap a l'orient de la ciutat, pujant pel costat nord de la fira exposició. Era un home jove com de vint a vint-i-cinc anys a tot estirar, de cutis de ros fosc, llavis normals i nas perfecte, ulls petits no els vaig veure de quin color i amb vista al retrat parlat que apareix a l'expedient elaborat pel DAS se n'assembla força; coincideix molt amb la persona que descric, com portava el passamuntanyes com un turbant no li vaig veure les orelles, no en tenia ni bigoti ni barba. | » |

El 19 d'agost de 1999 el Ministre de Defensa, Luis Fernando Ramírez i comandants de l'Exèrcit Nacional, van fer un fort pronunciament de rebot al suggeriment fet per un columnista d'un periòdic local que la responsabilitat pel crim requeia en els superiors militars:
| « | (...) afirmar que l'autoria del crim recau en les institucions armades constitueix injúria i calúmnia, que rebutgem ferits i indignats (...) Igual que vostè, i tots els colombians de bé, els membres de les Forces Militars rebutgem i condemnem l'execrable crim de qui era un dels millors periodistes de la fi de segle, potser el millor humorista polític i el més agut crític de la societat colombiana en les últimes dècades. | » |

El 6 de gener de 2000 la Policia de Medellín va arrestar a Juan Pablo Ortiz Agudelo àlies Bochas. Segons el Departament Administratiu de Seguretat (DAS), seria un dels sicaris i el qual és reconegut per María Amparo Arroyave.
El 24 d'abril de 2000 Carlos Castaño Gil, màxim dirigent de les Autodefenses Unides de Colòmbia, és formalment acusat de ser l'autor intel·lectual del crim del periodista i el 6 de juny es declara reu absent.
El 24 de setembre de 2001 la Policia arresta a Edilberto Antonio Sierra Ayala en el municipi de Belén de Umbría com l'altre sicari que conduïa la moto en el crim.
El 3 de gener de 2002 es va fer oficial el tancament de la recerca i es va ignorar la petició de la part civil de deixar-la oberta per realitzar proves sobre les hipòtesis exposades.

### Denúncia de manipulació de la recerca
El 21 de gener de 2000 el Ministeri Públic va ser la primera organització judicial a qüestionar la veracitat del testimoniatge de la senyora María Teresa Arroyave Montoya i va ordenar un acurat examen de les seves dades, des d'una inspecció al lloc on ella diu que va veure als sicaris fins a un examen d'optometria. El Ministeri Públic va concloure, segons l'advocat Alirio Uribe Muñoz:
| « | L'única cosa que va quedar clara durant el peritatge, realitzat sense la presència d'Arroyave Montoya al pis inferior del lloc on ella residia, era que resultava impossible observar als sicaris "tres illes a l'orient" mentre aquests fugien, i que, contrari a l'afirmat pel detectiu Alfonso Guarnizo (foli 87 del quadern 9) en aquest edifici no hi havia seguretat, càrrec de zelador o porteria. Els altres interrogants, com les contradiccions en els detalls sobre la roba i fisonomia del «parrillero», o la velocitat a la qual aquests havien emprès la marxa -cap dels testimonis que estaven a aquella hora fent fila per al pagament de l'Impost Predial al carrer 22F amb carrera 42B va poder recordar la cara dels assassins, ja que aquests anaven a gran velocitat- van quedar sense resoldre a l'expedient. | » |

No obstant això, Arroyave Montoya va desaparèixer i la Fiscalia no va permetre que s'indagués a l'agent del DAS Juan Ángel Ramírez García, el qual va contactar amb Arroyave Montoya.
A l'octubre de 2002, Reporters sense Frontera i la Xarxa Dàmocles, qüestionen la veracitat d'un altre dels anomenats "testimonis clau" en la primera recerca: Wilson Llano Caballero, àlies El Profe, qui es presenta com a "informant del DAS", va proporcionar fotos i dades d'àlies “Bochas” i “Toño” i va convèncer a la seva núvia Maribel Pérez Jiménez, i al seu veí, Wilson Raúl Ramírez, de fer declaracions en contra dels dos implicats.

### Declaracions de paramilitars

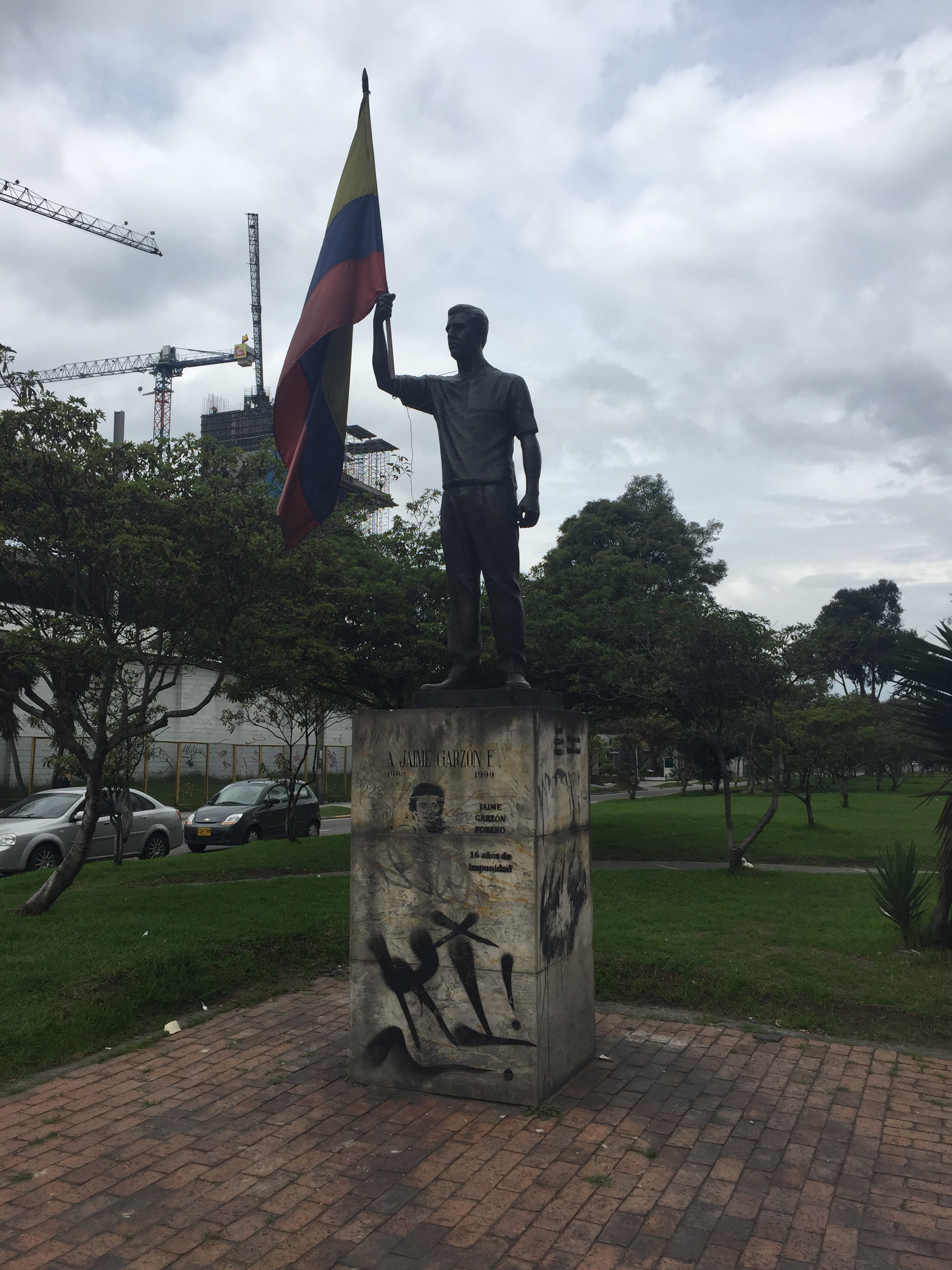
Estàtua de Jaime Garzón en l'avinguda de la Esperanza, Bogotà.

L'11 de març de 2004 el Jutge VII Penal Especialitzat de Bogotà, Julio Roberto Ballén Silva, va absoldre a Juan Pablo Ortiz Agudelo i Edilberto Antonio Sierra Ayala de l'acusació de ser els sicaris que van assassinar Jaime Garzón. La sentència del jutge va obrir procés de recerca a agents i testimonis falsos que van manipular la recerca en la seva primera fase. El tribunal va concloure a més que Carlos Castaño Gil va ser coautor intel·lectual del crim i ho va condemnar a 38 anys de presó i a una multa de 790 milions de pesos. A l'abril d'aquest mateix any, el cap paramilitar moria abatut, pel que sembla, per disputes entre els mateixos paramilitars.
L'11 de maig de 2008, Diego Fernando Murillo àlies Don Berna, paramilitar desmobilitzat de les Autodefenses Unides de Colòmbia (AUC) va assenyalar en una indagatoria que a Garzón ho havien assassinat membres de la banda criminal "La Terraza" la qual va estar baix ordres del cap paramilitar Carlos Castaño; Aquesta banda criminal segons les declaracions de Don Berna hi hauria també participat en els magnicidis dels defensors de drets humans i advocats Eduardo Umaña Mendoza i Jose Maria Valle, dels investigadors del Centre de Recerca i Educació Popular/ Programa per la Pau (CINEP/PPP) i defensors dels drets humans Mario Calderón I Elsa Alvarado, del senador de la Union Patriòtica Manuel Cepeda Vargas i dels atemptats contra la regidor de Bogotà per aquest partit Aída Avella i del llavors president de la federació nacional de tabajadores al servei de l'estat (FENALTRASE) Wilson Borja i que cada crim va ser orquestrat per membres actius de l'exèrcit va dir Don Berna.
El juny de 2008 el paramilitar desmobilitzat Jorge Iván Laverde, àlies El Iguano, va declarar sota la Llei de Justícia i Paz, que l'ex-sotsdirector del DAS, José Miguel Narváez, va instigar a Carlos Castaño perquè assassinés a Jaime Garzón. Un mes després, al juliol, el també desmobilitzat Ever Veloza García àlies HH, va lliurar a la Fiscalia un USB que pertanyeria a Castaño i en el qual haurien proves que aquest va ordenar a la banda de sicaris La Terraza l'assassinat del periodista i que, segons Veloza, el cap paramilitar havia dit en diverses ocasions que el crim de Garzón va ser un error i que ho va fer per "fer-li cas a uns amics de l'Exèrcit Nacional".
A l'octubre de 2009, l'ex-paramilitar Freddy Rendón Herrera àlies de "El alemán" va dir davant de jutges de Justícia i Paz, que Carlos Castaño va ordenar l'assassinat del periodista per "petició expressa d'alts comandaments militars de l'època". en altres declaracions l'ex-paramilitar afirmo que Carlos Castaño es va sentir penedit d'ordenar el crim, ja que en després d'això va reconèixer el seu treball humanista, acceptant com a veritat el que denunciava en les seves paròdies.
L'any 2010, una recerca del programa Contravía de Hollman Morris mostra indicis de la participació d'agents del Departament Administratiu de Seguretat DAS en el desviament de la recerca en usar testimonis falsos.